# アイバンク
アイバンク (Eye bank) とは、角膜移植によってしか視力を回復できない患者のために、死後、眼球を提供することに本人または遺族の同意を得て、移植を待つ患者に斡旋する公的機関のこと。日本でのアイバンクは、厚生労働大臣の許可を受けて運営される「眼球あっせん業」のこと。眼球銀行ともいう。
移植するのは角膜であるが、ドナーが提供するのはあくまで眼球である。

## 献眼するには
アイバンクに眼球を提供することを献眼と言う。
献眼に事前の登録は必要ないが、アイバンクに献眼登録を行なうと献眼登録証と献眼登録者カードが発行され、これを携帯することで自らが献眼の意思があることを示すことができる。また臓器提供意思表示カードでも同様に意志を示すことができる。しかし献眼は本人の意思表示があったとしても、家族の同意がない場合はできないので、事前に家族と十分話し合う必要がある。また本人の意思表示が無くても家族がその意思を推し量り提供することも可能ではある。
角膜のみを使用するため、“生前は近眼その他だった人でも問題なく、ありがたく受け入れる”とのこと。

## 提供の流れ
献眼するには死後、最寄りのアイバンクに連絡する。自宅であっても病院であっても担当者が派遣され、献眼の処置を行う。献眼の処置に約1時間かかる。摘出後、義眼をはめてくれるので外見上の変化はない。
提供された眼球の角膜は、疾患の有無や角膜の細胞の異常などが調べられた後、利用施設に連絡され、角膜移植等に利用される。
次のような場合は提供できない。
- 死因不明（検視を要する）
- 全身性細菌・真菌・ウイルス感染症、HIV抗体、HTLV-1抗体、HBs抗原、HCV抗体が陽性
- クロイツフェルト・ヤコブ病
- 白血病
- 眼内悪性腫瘍
- 角膜移植後眼（その人の眼が移植された物である）

など